# Honnenahalli, Holenarsipur
Honnenahalli là một làng thuộc tehsil Holenarsipur, huyện Hassan, bang Karnataka, Ấn Độ.